# OM2000+

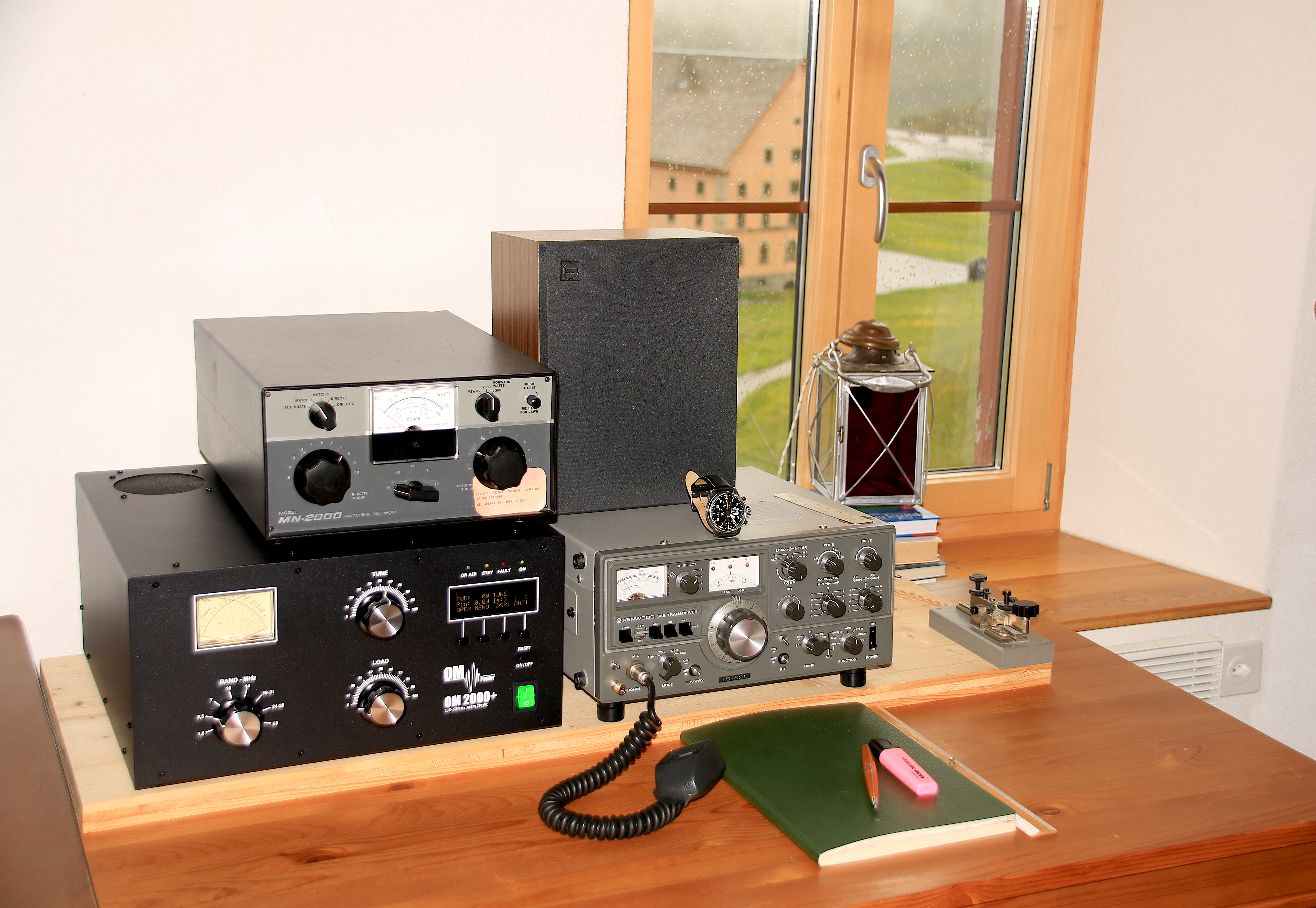
Linearverstärker OM2000+ (links) für alle Kurzwellenbänder der Funkamateure. Hier von einem TS-520 Sendeempfänger angesteuert

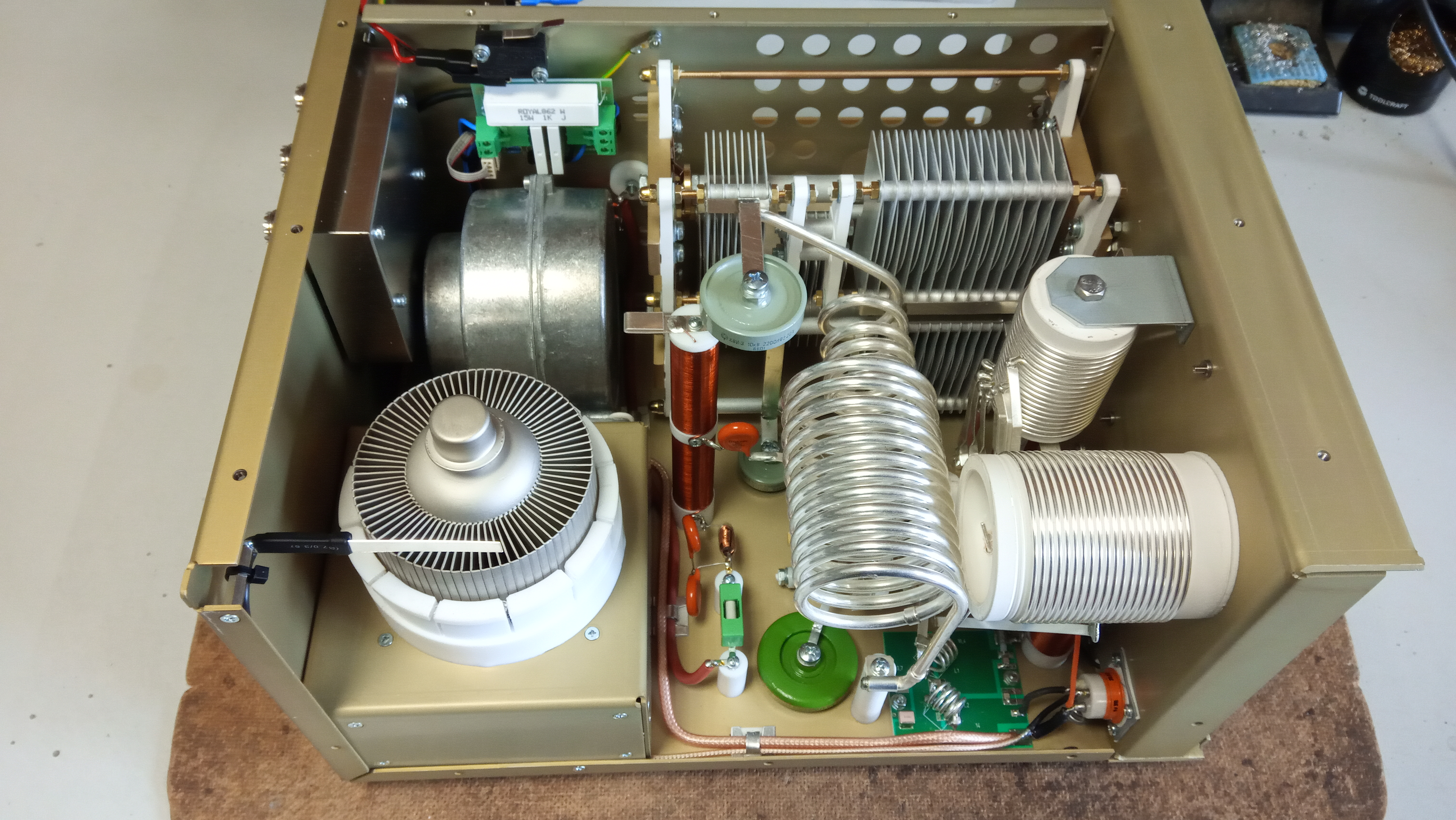
Innenansicht eines beinahe fertiggestellten OM2000+

Der OM2000+ ist ein Linearverstärker der Firma OM Power, der alle Frequenzbänder der Kurzwellenfunkamateure abdeckt. Der Verstärker hat eine Verstärkung von 15 dB und eine maximale Ausgangsleistung von 2000 Watt. Die eingesetzte Elektronenröhre ist die luftgekühlte, keramische Tetrode FU-728F.
Der OM2000A+ ist ein identischer Linearverstärker, der sich bei Frequenzwechsel automatisch abstimmt.

## Technische Daten
| Frequenzbänder             | Amateurfunkbänder 1,8 - 29,7 MHz + 50 MHz |
| Ausgangsleistung           | 2000 W SSB/CW 1500 W SSB/CW bei 50 MHz 1500 W in RTTY |
| Eingangsleistung           | 40 bis 60 W für volle Ausgangsleistung |
| Inputimpedanz              | 50 Ohm VSWR < 1.5:1 |
| Verstärkung                | 15 dB |
| Ausgangsimpedanz           | 50 Ohm |
| Maximales SWR des Ausgangs | 2:1 |
| SWR-Schutz                 | Schaltet automatisch auf STBY wenn die reflektierte Leistung 250 W überschreitet |
| Intermodulation            | 32 dBc |
| Harmonische                | Mindestens −50 dBc Besser als −70 dBc bei 30 – 50 MHz |
| Röhre                      | FU-728F Keramische Tetrode |
| Kühlung                    | Zentrifugal Lüfter |
| Netzspeisung               | Schaltbar 220 V, 230 V, 240 V 50/60 Hz |
| Transformator              | 3 kVA |
| Sicherheitsschaltungen     | * Zu hohes SWR * Zu hoher Anodenstrom * Schirmstrom zu hoch * Gitterstrom zu hoch * Unabgestimmter Zustand des Verstärkers * Zu hohe Temperatur * „Soft Start“ zum Schutz der Sicherung * Sicherheitsschalter bei geöffnetem Verstärker  |
| Anzeigen                   | * OLED-Anzeige 4×20 Buchstaben * Analoganzeige für Vorwärts- und Rückwärtsleistung |
| LED-Anzeigen               | * ON Status * STBY-Status * Fehlerwarnung * ON-AIR-Status |
| Weitere Eigenschaften      | * Anschluss für drei Antennen * Speicher für Fehler- und Warnmeldungen * Automatische Anodenstromanpassung (BIAS) * Keine manuelle Anpassung beim Ersetzen der Röhre * Zweistufige termostatgesteuerte Lüftung * Lautloses Vakuum-Relais |
| Masse                      | * Breite: 390 mm * Höhe: 195 mm * Tiefe 370 mm |
| Gewicht                    | 24 kg |